# Elkville
Elkville – wieś w Stanach Zjednoczonych, w stanie Illinois, w hrabstwie Jackson.